# Selaginella melanesica
Selaginella melanesica är en mosslummerväxtart som beskrevs av Friedrich Adalbert Maximilian Kuhn.
Selaginella melanesica ingår i släktet mosslumrar och familjen mosslummerväxter. Inga underarter finns listade i Catalogue of Life.